# 森孝仁
森 孝仁（もり たかひと、1968年7月1日 - ）は、大阪府出身の実業家、元バイクレーサー。株式会社モリス代表取締役社長。
バイクレーサーとして世界的バイクレースであるデイトナで優勝するなどの経歴を持つ。
引退後、天然無処理で美しいミャンマー産ルビー専門のジュエリーブランド『モリスルビー（Mori's ruby）』を立ち上げ、東京銀座と京都三条に店舗を構える。
モリスは現在、世界でも最高レベルのルビーが採掘されるといわれているミャンマーの鉱山採掘を日本で唯一採掘をしていた会社である。

## プロフィール
大阪府出身。奈良県立添上高等学校体育科卒業。
奈良県インターハイ優勝。全国インターハイ奈良県代表。種目は円盤投げ。
- 1993年-1994年 - AMA全米耐久レース選手権GTUシリーズ優勝
- 1998年 - AMA全米選手権GP250デイトナ優勝
- 1999年 - 鈴鹿8耐を最後にレースを引退
- 2001年 - 日本にモリエンタープライズ創業
- 2004年 - 株式会社モリスを設立
- 2005年 - ミャンマー現地法人　MORI COMPANY LIMITEDを設立